# عبد الله النعيمي (لاعب كرة قدم)
عبد الله النعيمي (مواليد 17 مارس 2000، لاعب كرة قدم إماراتي يجيد اللعب في الوسط مع نادي الإمارات.